# Villa Rufolo

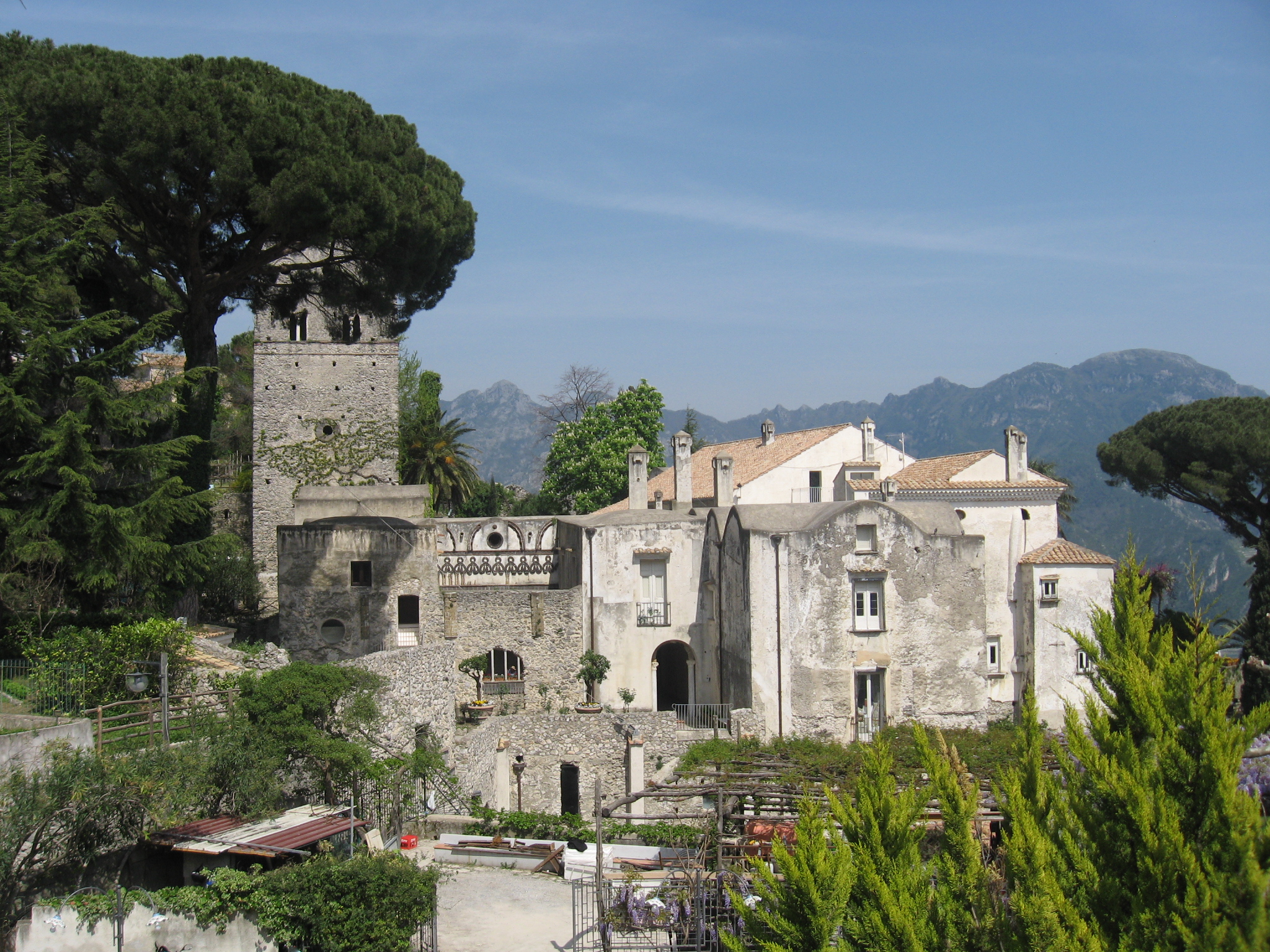
Villa Rufolo aan de Amalfikust

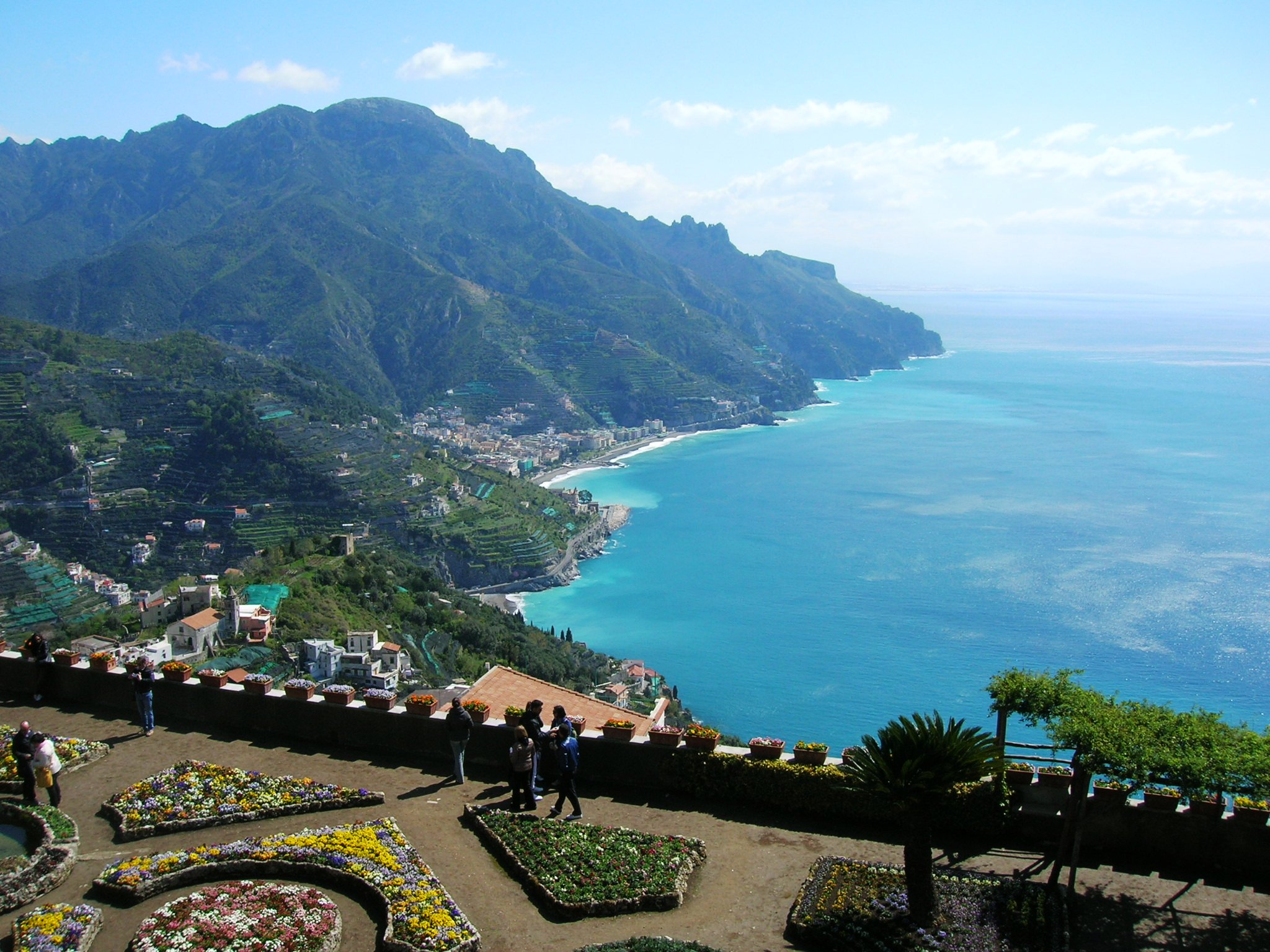
Tuin

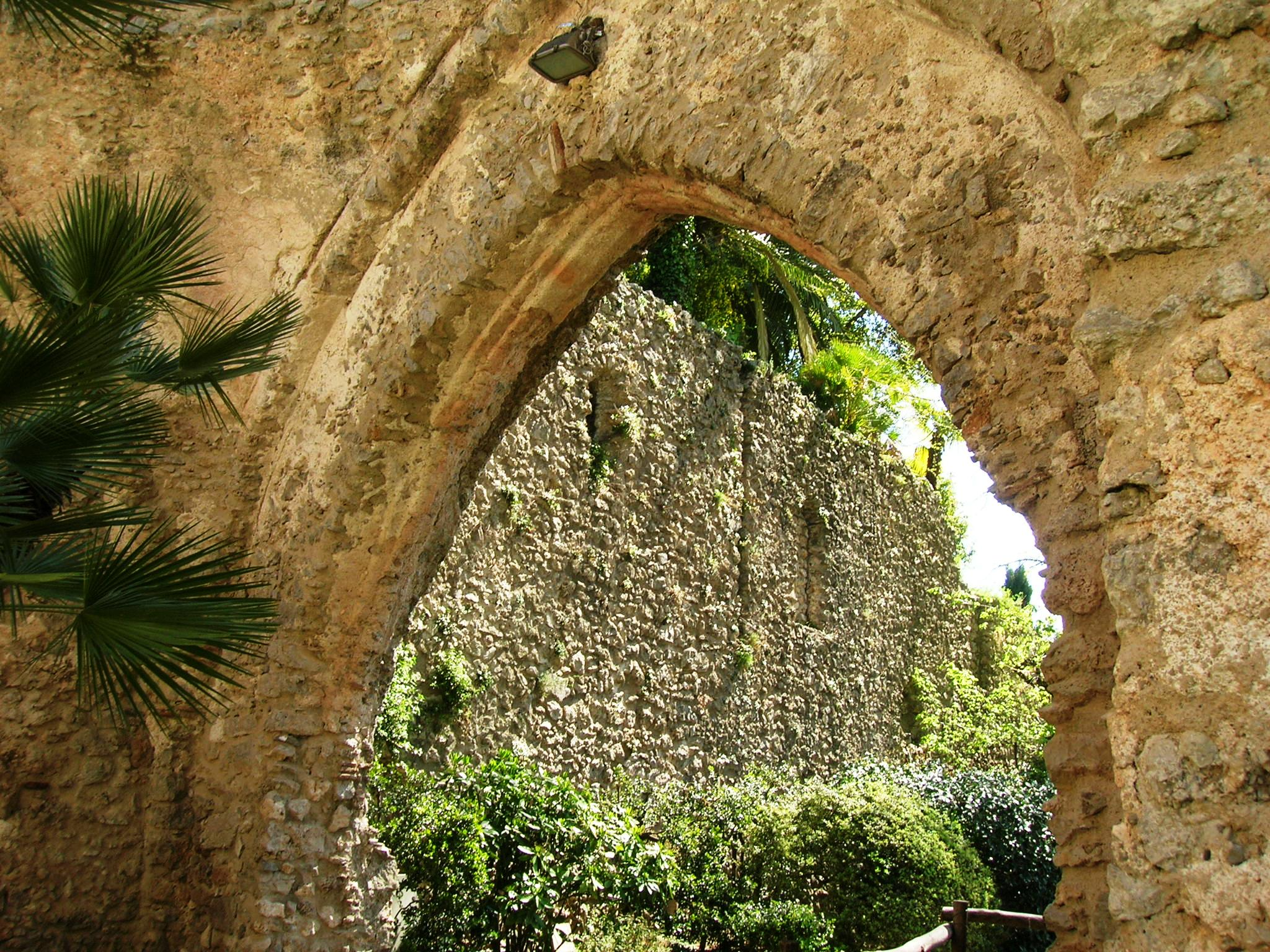
Overblijfsel van de Middeleeuwse residentie

Villa Rufolo (oudste bouwdeel 13e eeuw) was een residentie van prominenten van de republiek Amalfi en het koninkrijk Napels. De Villa Rufolo bevindt zich aan de Amalfikust in het Italiaanse Campanië, meer bepaald in de gemeente Ravello.

## Historiek
In de 13e eeuw bouwde de familie Rufolo hun residentie in Ravello. Het was een landgoed op de hellingen van de Amalfikust. De familie was welgesteld door handelsactiviteiten ten tijde van de republiek Amalfi. De villa was de ontmoetingsplaats voor feestelijkheden en handelsrelaties van de republiek. Met de teloorgang van deze maritieme republiek verloor de familie Rufolo aan macht.
De Villa Rufolo kwam nadien in handen van meerdere welgestelde families in het koninkrijk Napels, doch het werd een ruïne. In 1851 kocht lord Francis Nevile Reid uit Schotland het landgoed. Reid bouwde het complex groots uit. Hij bouwde daarnaast een ingangspoort en toren die een middeleeuwse stijl imiteren. De tuinen en terrassen liet Reid volledig heraanleggen. Hierbij had hij de hulp van tuinarchitect Luigi Cicalese. De tuin moest de grootsheid uit de middeleeuwen uitstralen, met behoud van de panoramische uitzichten. In 1876 was de tuin af. Later werd Cicalese burgemeester van de gemeente Ravello.
In 1880 was Richard Wagner te gast in de Villa Rufolo. Hij was in de ban van de schoonheid van de tuin. Deze werd de inspiratie voor het tweede bedrijf van zijn opera Parsifal: de tovertuin van het kasteel van Klingsor.
D.H. Lawrence schreef in 1928 in de tuin een deel van zijn boek Lady Chatterley’s Lover.
Sinds de jaren 1950 wordt er in de tuin een muziekfestival georganiseerd. Oorspronkelijk was het festival gewijd aan muziek van Richard Wagner. Nadien organiseerden andere evenementenbureaus het Ravello Festival met een afwisseling aan componisten.